# Ossington
Ossington är en by och en civil parish i Newark and Sherwood i Nottinghamshire i England. Orten har 76 invånare. Byn nämndes i Domedagsboken (Domesday Book) år1086, och kallades då Oschintone.